# Арін
Арін (вірм. Արին) — село в марзі Вайоц-Дзор, на півдні Вірменії. Село розташоване за 6 км на північ від міста Вайк та 18 км на схід від міста Єхегнадзора.